# Jules Davoust
Jules Adèle Jean Baptiste Davoust, né le 13 mars 1857 à La Ferté-Macé  (Orne) et mort le 26 décembre 1888 à Kita (Mali), est un officier de marine coloniale, lieutenant de vaisseau et explorateur français
Davoust était en poste à l'état-major du Soudan français sous le commandement du général Louis Archinard.
En 1885, il prend le commandement de la canonnière du Niger et descend le fleuve jusqu'à Diafarabe, entre Ségou et Mopti.
En 1888, avec le lieutenant de vaisseau Émile Auguste Léon Hourst, il prépare la descente le Niger au-delà de la région de Tombouctou mais il meurt avant le départ de l'expédition, qui est annulée.
Le lieutenant de vaisseau Hourst reprend et modifie son projet, qu'il présente au ministère et qui est refusé, accepté, puis de nouveau refusé, pour être définitivement accepté en octobre 1893 par le sous-secrétaire d'état aux colonies Théophile Delcassé. Le bateau de l'expédition du lieutenant Hourst est nommé le Davoust en hommage à celui-ci. Cette expédition restera célèbre sous le nom de mission Hourst.

## Hommages
Une rue de La Ferté-Macé porte son nom.
En novembre 2015, une stèle est inaugurée à la Ferté-Macé dans le square qui porte son nom depuis décembre 2014.